# Guillaume Rufin
Guillaume Rufin (* 26. Mai 1990 in Viriat) ist ein ehemaliger französischer Tennisspieler.

## Leben und Karriere

### 2005–2008: Erfolge als Junior und erste Weltranglistenpunkte
Als Junior gewann Guillaume Rufin in den Jahren 2005, 2006 und 2007 die französischen Meisterschaften der jeweiligen Altersklasse. Zudem trat er seit 2006 bei internationalen Juniorenturnieren an, wo er in den Jahren 2007 und 2008 mehrere Titel gewinnen konnte. In der Junioren-Weltrangliste stieg er dadurch bis auf Rang 6. Seit 2006 trat Guillaume Rufin zudem bei Future-Turnieren im Herrenbereich an. Im April 2008 konnte er erstmals ein Match gewinnen und so seine ersten Weltranglistenpunkte sammeln. Bei den French Open 2008 bekam er eine Wildcard für die Qualifikation, scheiterte aber schon in der ersten Runde.

### 2009: Future-Turniersiege, Grand-Slam-Debüt und erster Challenger-Titel
Im Februar 2009 gewann Rufin seinen ersten Future-Titel. Im April 2009 folgte der nächste Titel, gefolgt von einer Finalteilnahme im Mai 2009. Daraufhin bekam er bei den French Open eine Wildcard fürs Hauptfeld. Dort konnte er sich in seinem ersten Grand-Slam-Match einen Tag vor seinem 19. Geburtstag glatt in drei Sätzen gegen den Top-100-Spieler Eduardo Schwank durchsetzen, bevor er in der zweiten Runde gegen den an Position 24 gesetzten Jürgen Melzer ausschied. In den folgenden Monaten erreichte Guillaume Rufin noch zwei weitere Future-Finals, von denen er eines gewinnen konnte. Zudem spielte er nun vermehrt Turniere der ATP Challenger Tour und konnte dort zwei Viertelfinals erreichen. Im Oktober 2009 folgte dann der bisherige Höhepunkt seiner Karriere: Beim Challenger-Turnier von Florianópolis besiegte er zunächst den an Position 1 gesetzten Top-100-Spieler Marcos Daniel und spielte sich dann ohne Satzverlust bis ins Finale vor, wo er in drei Sätzen gegen Pere Riba den Titel gewann. Rufin beendete das Jahr auf Platz 171 der Weltrangliste und hatte sich somit innerhalb eines Jahres um fast 900 Plätze verbessert.

### 2010: Erstes ATP-Viertelfinale, Verletzungssorgen
Das Jahr 2010 begann für Guillaume Rufin mit einer erfolgreichen Qualifikation bei den Australian Open, gefolgt von einer Erstrundenniederlage gegen Bernard Tomic. Im Februar 2010 bekam Rufin für das ATP-Turnier von Marseille eine Wildcard, und konnte nach Siegen über Laurent Recouderc und Yannick Mertens das Viertelfinale erreichen, wo er gegen Mischa Zverev verlor. In der Weltrangliste erreichte er daraufhin mit Rang 139 seine bislang beste Platzierung, musste dann aber mit einer Hüftverletzung drei Monate pausieren. Bei den French Open konnte er sich zwar nicht im Einzel qualifizieren, bekam aber im Doppel zusammen mit Alexandre Sidorenko eine Wildcard. Nachdem sie in der zweiten Runde die an Position 13 gesetzten Mardy Fish und Mark Knowles geschlagen hatten, wäre ihnen im Achtelfinale fast die Sensation gelungen: Gegen die an Position 2 gesetzten Daniel Nestor und Nenad Zimonjić konnten sie den ersten Satz gewinnen, verloren jedoch letztendlich noch in drei Sätzen gegen die späteren Turniersieger. Der nächste Höhepunkt des Jahres waren die US Open, für die Rufin eine Wildcard bekam. In der ersten Runde besiegte er den Top-100-Spieler Leonardo Mayer in vier Sätzen, verlor dann jedoch in drei knappen Sätzen gegen Paul-Henri Mathieu. Im September 2010 konnte sich Guillaume Rufin in Bukarest noch einmal für ein ATP-Turnier qualifizieren, war aber in der ersten Hauptrunde chancenlos gegen Jérémy Chardy. Auf der Challenger Tour konnte er in diesem Jahr keinen Titel gewinnen; sein bestes Ergebnis war eine Halbfinalteilnahme. Im Dezember 2010 musste sich Guillaume Rufin aufgrund anhaltender Probleme an der Hüfte operieren lassen und fiel daher für längere Zeit aus.

### 2011–2015: Comeback und Karriereende
Im März 2011 feierte Guillaume Rufin bei einem Future-Turnier in Spanien nach über vier Monaten Pause sein Comeback. Im April 2011 gewann er in Chile zwei aufeinander folgende Future-Titel. Beim ATP-Turnier in Nizza gelang Rufin im Mai 2011 die Qualifikation, er schied jedoch in der ersten Runde gegen Pere Riba aus. Für die French Open bekam er wie schon zwei Jahre zuvor eine Wildcard und gewann sein Erstrundenmatch gegen den Top-100-Spieler Adrian Mannarino glatt in drei Sätzen. In der zweiten Runde konnte er gegen den an Position 9 gesetzten späteren Viertelfinalisten Gaël Monfils einen Satz gewinnen, verlor das Match aber letztendlich in vier Sätzen. In Wimbledon schied er genau wie bei den US Open in der Qualifikation aus. Ansonsten spielte er im weiteren Jahresverlauf fast ausschließlich Challenger-Turniere sowie ein Future-Turnier, welches er gewinnen konnte.

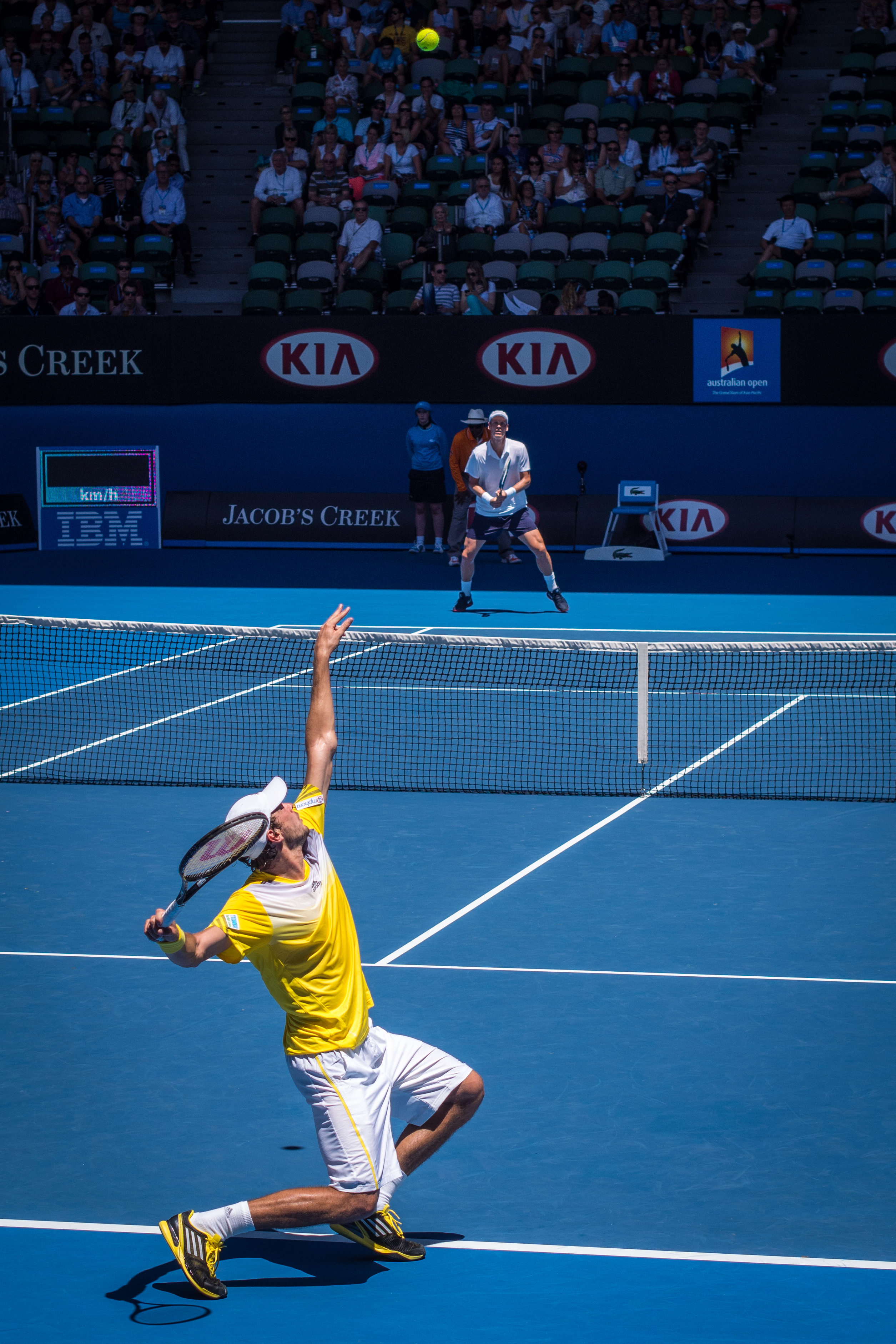
Rufin bei den Australian Open 2013

Nachdem er bei den 2012 Australian Open erneut in der Qualifikation ausgeschieden war, bekam Guillaume Rufin für das ATP-Turnier in Montpellier Anfang Februar 2012 eine Wildcard. Nach einem Erstrundensieg über Vasek Pospisil konnte Rufin im Achtelfinale in zwei Sätzen gegen den an Position 5 gesetzten Feliciano López gewinnen. Im Viertelfinale traf er auf seinen an Position 2 gesetzten Landsmann Gilles Simon, gegen den er nach drei umkämpften Sätzen ausschied. Dennoch stieg er nach diesem Erfolg erstmals seit Oktober 2010 wieder in die Top 200 der Weltrangliste ein.
2015 spielte er sein letztes Profiturnier ist arbeitet seitdem als Hitting-Partner für verschiedene Tennisspieler.

## Erfolge
| Legende (Anzahl der Siege)  |
| Grand Slam                  |
| ATP World Tour Finals       |
| ATP World Tour Masters 1000 |
| ATP World Tour 500          |
| ATP World Tour 250          |
| ATP Challenger Tour (3)     |

### Einzel

#### Turniersiege
| Nr. | Datum            | Turnier       | Belag | Finalgegner     | Ergebnis      |
| --- | ---------------- | ------------- | ----- | --------------- | ------------- |
| 1.  | 25. Oktober 2009 | Florianópolis | Sand  | Pere Riba       | 6:4, 3:6, 6:3 |
| 2.  | 21. Oktober 2012 | Villa Allende | Sand  | Javier Martí    | 6:2, 6:3      |
| 3.  | 28. Juli 2013    | Oberstaufen   | Sand  | Peter Gojowczyk | 6:3, 6:4      |